# Rentenkapitalismus
Rentenkapitalismus bezeichnet ein Wirtschaftssystem, in welchem die Eigentümer ihren Grundbesitz gegen einen erheblichen Anteil an der Ernte (50 Prozent und mehr) Pächtern zur Bewirtschaftung überlassen. Die Ertragsanteile (Renten) der Grundbesitzer werden dabei nicht wieder investiert, während die Pächter zu nennenswerten Investitionen nicht in der Lage sind; auch sind sie kaum an bodenerhaltenden Maßnahmen interessiert.
Grundlegende Forschung zu dieser Art des Wirtschaftens führte der österreichische Sozialgeograph Hans Bobek (1903–1990) durch, der auch den Begriff für die fünfte der sechs Phasen seiner Kulturstufentheorie benutzte. Dabei konzentrierte er sich auf das Verhältnis zwischen Siedlungsform und Macht (Landschaft und Sozialstruktur). Die Theorie des Rentenkapitalismus postuliert die These, dass die Entwicklung des Städtewesens Ausdruck der Ausbildung der sekundären und tertiären Lebensform ist.
Bobek illustrierte seine Theorie des Rentenkapitalismus anhand von Beschreibungen des Orients: Nach seiner Darstellung befindet sich ein Großteil der Oasenländer im Eigentum von reichen Familien, die in der Stadt wohnen und sich nicht um die Landwirtschaft kümmern. Sie verpachten die Felder an Bauern und schöpfen deren Gewinne ab, oft verpachten sie auch Saatgut, Zugtiere und Ackergeräte. Manche Familien sind zugleich Wasserherren.
Jeder gepachtete Produktionsfaktor muss mit einem Fünftel der Ernte bezahlt werden. Pächter, die meistens nichts außer ihrer Arbeitskraft besitzen, können kaum vom Rest der Ernte leben. Daher müssen sie bei Geldverleihern Schulden machen und geraten so immer mehr in deren Abhängigkeit. Den Bauern fehlen die finanziellen Mittel und die Kenntnisse in der Landwirtschaft, um höhere Erträge zu erwirtschaften.